# ヒコーキ雲 (黒川芽以の曲)
「ヒコーキ雲」（ヒコーキぐも）は日本の女優、歌手である黒川芽以の3作目のシングル。2006年2月1日に発売。発売元はヤマハ・ミュージック・コミュニケーションズ。

## 解説
映画『ケータイ刑事 THE MOVIE バベルの塔の秘密〜銭形姉妹への挑戦状』の主題歌で、同映画の主演である黒川芽以が歌った。また、同映画のサウンドトラックには、本作に加えアレンジが若干異なるバージョンが2曲（合計3曲）が収録されている。因みに同映画で共演した堀北真希も、本作と同じタイトルの写真集「ひこうきぐも」を出版している。

## 収録曲
1. ヒコーキ雲
作詞:丹羽多聞アンドリウ　作曲・編曲:遠藤浩二
2. ここにいる
作詞・作曲:沢田聖子　編曲:林有三
3. ヒコーキ雲（Instrumental）
演奏:黒川芽以